# Acantholimon tataricum
Acantholimon tataricum är en triftväxtart som beskrevs av Pierre Edmond Boissier. Acantholimon tataricum ingår i släktet Acantholimon och familjen triftväxter. Inga underarter finns listade i Catalogue of Life.